# Dar al-Fikr
Dar al-Fikr (arabisch دار الفكر / Dār al-Fikr; „Haus des Denkens“) ist ein arabischer Verlag. Er wurde 1957 in Damaskus gegründet und von Mohammed Adnan Salem (1932–2022) geleitet. Danach entstanden mehrere Tochterfirmen in anderen Ländern. Wichtige Verlagsstandorte sind Beirut (Libanon) und Kairo (Ägypten). Dar al-Fikr ist ein bedeutender Verlag für islamische Literatur, gibt jedoch gibt auch Kinderbücher heraus. Der Verlag gewann 2003 den Preis für den besten arabischen Verlag der Egyptian General Book Authority.

## Programm
Zum islamischen Programm des Verlages gehören beispielsweise die Tafsīr-Werke von at-Tabarī, al-Māturīdī, as-Samarqandi, Ibn Kathīr, Ibn ‘Ādil, as-Suyūtī; die Hadith-Werke von Abū Dāwūd as-Sidschistānī, Ibn Madscha, der Hadith-Kommentar von Aḥmad Ibn Muḥammad al-Qasṭallānī; zum Themengebiet asmāʾ ar-ridschāl (Hadith-Überlieferer) das Werk von Ibn Hadschar al-ʿAsqalānī; zur islamischen Rechtsprechung und ihren Richtlinien Werke von Abū ‘Ubayd, Ibn Qudāma al-Maqdisī, Muḥammad al-Khaṭīb al-Shirbīnī, Mansur al-Buhuti, ʿAlāʾ al-Dīn al-Ḥaṣkafī, Muḥammad ʿArafa ad-Dasūqī, Ibn ‘Ābidīn al-Shāmī und Aḥmad ad-Dardīr; zum Themenbereich Geschichte z. B. das Tārīkh Dimashq al-Kabīr (im Allgemeinen bekannt als Tārīkh Ibn ‘Asākīr) von Ibn ʿAsākir.
In Zusammenarbeit mit dem Goethe-Institut Damaskus veröffentlichte Dar al-Fikr 2005 eine arabische Übersetzung von Michael Endes Roman Momo. Dazu vertrieb er auch ein Hörspiel, das von syrischen Schauspielern unter der Regie von Nora Mourad inszeniert wurde. Die syrische Sopranistin Dima Orsho hatte dazu eigens syrische Lieder für Kinder geschrieben.
Der syrische Verlag Dar al-Fikr ist nicht zu verwechseln mit dem Verlag in Kairo namens Dar al-Fikr al-Islami des ägyptischen Islam-Gelehrten Gamal al-Banna (1920–2013), dem jüngeren Bruder von Hasan al-Bannā und Großonkel des bekannten Schweizer Islamwissenschaftlers Tariq Ramadan.